# Frankie Shaw

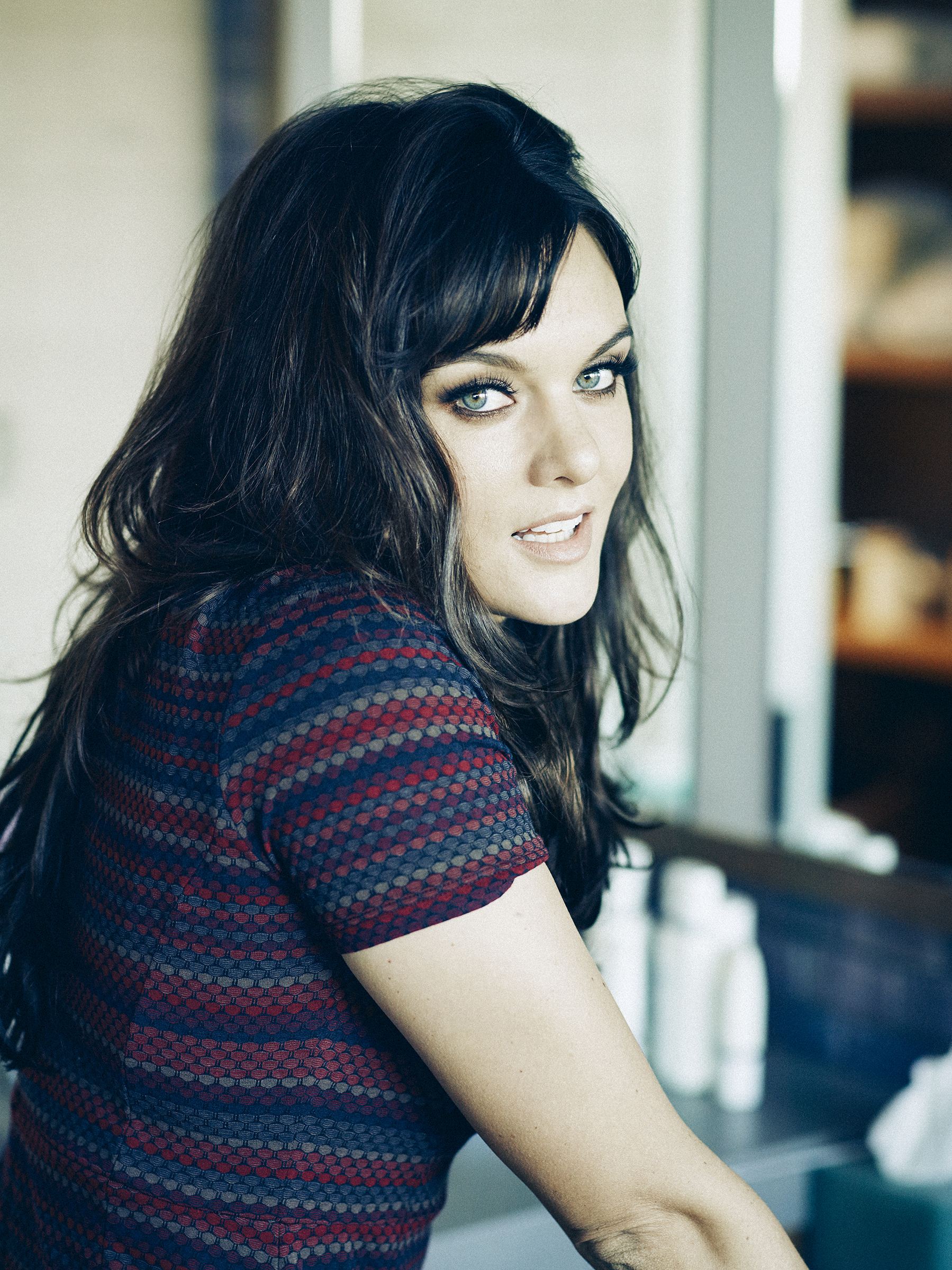
Frankie Shaw (2015)

Rachel Frances „Frankie“ Shaw (* 1986 in Boston, Massachusetts) ist eine US-amerikanische Schauspielerin. Daneben ist sie auch als Regisseurin und Drehbuchautorin aktiv.

## Leben und Karriere
Frankie Shaw verbrachte ihre Kindheit in Brookline, Massachusetts. Ihre Mutter erzog sie jüdischen Glaubens. Sie hat einen Abschluss in Englischer Literatur von der Columbia University.
Zum ersten Mal auf sich aufmerksam machte sie sich durch eine Rolle im komplett improvisierten Film The Freebie, der auf dem Sundance Film Festival 2010 aufgeführt wurde. In der Folge spielte Shaw in weiteren Independent-Filmen mit, darunter Verrückt nach Barry. Von 2010 bis 2011 spielte sie die wiederkehrende Rolle der Mary Jo Cacciatore in der Serie Blue Mountain State. Daneben übernahm sie auch Gastrollen in Serien wie Criminal Intent – Verbrechen im Visier, CSI: NY oder 2 Broke Girls. Größere Bekanntheit erlangte sie allerdings erst 2015 durch die Rolle der Shayla Nico in der ersten Staffel der Thriller-Serie Mr. Robot.
Neben ihrer Schauspieltätigkeit tritt Shaw auch als Regisseurin, Drehbuchautorin und Produzentin, insbesondere von Kurzfilmen, in Erscheinung. So wurde 2015 die Produktion der Serie SMILF aufgenommen, der zunächst als Kurzfilm veröffentlicht wurde, bei der Shaw in allen drei Positionen mit von der Partie ist. 2017 war sie in einer Nebenrolle im Film The Disaster Artist zu sehen und übernahm eine weitere Rolle im Film Stronger, an der Seite von Jake Gyllenhaal. Ab 2017 war sie in der Rolle der Bridgette Bird, die sie bereits in dem gleichnamigen Kurzfilm aus dem Jahr 2015 verkörperte, in der Serie Smilf zu sehen. Ihre Leistung brachte ihr etwa eine Nominierung als Beste Serien-Hauptdarstellerin in einer Komödie / Musical bei den Golden Globes ein.
In der zweiten Staffel gab es mit Co-Star Samara Weaving Auseinandersetzungen um angeblich geforderte Nacktszenen, obwohl Weaving laut Vertrag keine drehen musste, und Vorwürfe Weavings, Shaw hätte sich vor ihr ausgezogen und über anderes Fehlverhalten. Als Folge der Vorfälle verließ Weaving die Serie und diese wurde von der Produktionsfirma ABC Studios eingestellt.

## Privates
Frankie Shaw lebt und arbeitet in Los Angeles. Aus einer Beziehung mit dem Schauspieler Mark Webber ging ein Sohn hervor (* 2009). Nach der Trennung heiratete sie 2016 den Produzenten Zach Strauss.

## Filmografie (Auswahl)
- 2005: Criminal Intent – Verbrechen im Visier (Criminal Intent, Fernsehserie, Episode 5x04)
- 2006: The Bedford Diaries (Fernsehserie, Episode 1x01)
- 2006: Just Like the Son
- 2007: One Night
- 2009: The Northern Kingdom
- 2009: Falling In – Liebe öffnet Türen (Falling In)
- 2010: The Freebie
- 2010: Futurestates (Fernsehserie, Episode 1x01)
- 2010–2011: Blue Mountain State (Fernsehserie, 15 Episoden)
- 2012: The End of Love
- 2012: CSI: NY (Fernsehserie, Episode 8x12)
- 2012: Night Fight – Die Gier nach Macht (Knife Fight)
- 2012: 2 Broke Girls (Fernsehserie, Episode 2x12)
- 2013: The Pretty One
- 2013–2014: Hello Ladies (Fernsehserie, 2 Episoden)
- 2014: Verrückt nach Barry (Someone Marry Barry)
- 2014: Mixology (Fernsehserie, 12 Episoden)
- 2014: Lullaby
- 2015: SMILF (Kurzfilm)
- 2015: Mr. Robot (Fernsehserie, 7 Episoden)
- 2016: Joshy – Ein voll geiles Wochenende (Joshy)
- 2016: Blue Mountain State: The Rise of Thadland
- 2016: Dreamland
- 2016: Good Girls Revolt (Fernsehserie, 8 Episoden)
- 2017: The Disaster Artist
- 2017: Stronger
- 2017–2019: SMILF (Fernsehserie, 18 Episoden)
- 2018: Homecoming (Fernsehserie, 4 Episoden)
- 2019: Jay and Silent Bob Reboot
- 2019: Robot Chicken (Fernsehserie, Episode 10x08, Stimme)
- 2021: No Sudden Move
- 2024: Absolution

## Auszeichnungen und Nominierungen
Golden Globe Award
- 2017: Nominierung in der Kategorie Beste Serien-Hauptdarstellerin – Komödie oder Musical

Sundance Film Festival
- 2015: Auszeichnung mit dem Short Film Jury Award for U.S. Fiction für SMILF